# Rajd Portugalii 2007

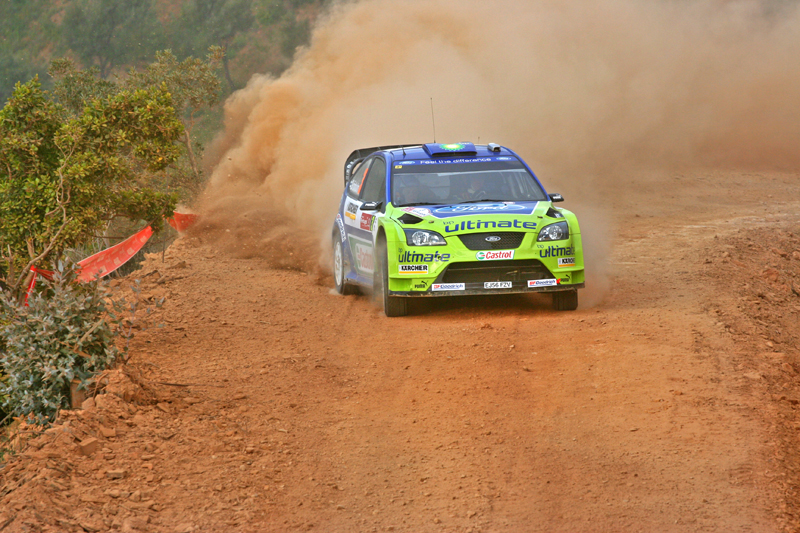
Marcus Grönholm podczas rajdu

Rezultaty Rajdu Portugalii (41º Vodafone Rally de Portugal), 5 rundy Rajdowych Mistrzostw Świata, w 2007 roku, który odbył się w dniach 29 marca – 1 kwietnia:

## Klasyfikacja ostateczna
| Msc.     | Kierowca             | Pilot               | Samochód             | Czas      | Strata   | Grupa | Punkty |
| WRC      | WRC                  | WRC                 | WRC                  | WRC       | WRC      | WRC   | WRC    |
| -------- | -------------------- | ------------------- | -------------------- | --------- | -------- | ----- | ------ |
| 1.       | Sébastien Loeb       | Daniel Elena        | Citroën C4 WRC       | 3:53:33.1 | 0.0      | A8 M  | 10     |
| 2.       | Petter Solberg       | Phil Mills          | Subaru Impreza WRC   | 3:56:47.0 | 3:13.9   | A8 M  | 8      |
| 3.       | Daniel Sordo         | Marc Marti          | Citroën C4 WRC       | 3:58:38.4 | 5:05.3   | A8 M  | 6      |
| 4.       | Marcus Grönholm      | Timo Rautiainen     | Ford Focus RS WRC 06 | 3:59:10.2 | 5:37.1   | A8 M  | 5      |
| 5.       | Mikko Hirvonen       | Jarmo Lehtinen      | Ford Focus RS WRC 06 | 4:00:41.2 | 7:08.1   | A8 M  | 4      |
| 6.       | Daniel Carlsson      | Denis Giraudet      | Citroën Xsara WRC    | 4:01:46.3 | 8:13.2   | A8 M  | 3      |
| 7.       | Gian-Luigi Galli     | Giovanni Bernacchni | Citroën Xsara WRC    | 4:03:12.7 | 9:39.6   | A8    | 2      |
| 8.       | Jari-Matti Latvala   | Miikka Anttila      | Ford Focus RS WRC 06 | 4:04:18.0 | 10:44.9  | A8 M  | 1      |
| 9.       | Manfred Stohl        | Ilka Minor          | Citroën Xsara WRC    | 4:06:19.1 | +12:46.0 | A8 M  |        |
| JWRC     |                      |                     |                      |           |          |       |        |
| 1. (14.) | Per Gunner Andersson | Jonas Andersson     | Suzuki Swift S1600   | 4:22:43.4 | 0.0      | A6    | 10     |
| 2. (15.) | Urmo Aava            | Kuldar Sikk         | Suzuki Swift S1600   | 4:22:47.1 | 3.7      | A6    | 8      |
| 3. (18.) | Jozef Béreš jun.     | Petr Starý          | Renault Clio S1600   | 4:30:32.3 | 7:48.9   | A6    | 6      |
| 4. (21.) | Jaan Mölder jr.      | Katrin Becker       | Suzuki Swift S1600   | 4:34.39.9 | 11:56.5  | A6    | 5      |
| 5. (22.) | Andrea Cortinovis    | Flavio Zanella      | Renault Clio S1600   | 4:37.37.2 | 14:53.8  | A6    | 4      |
| 6. (26.) | Manuel Rueda         | Borja Rozada        | Renault Clio R3      | 4:43:38.1 | 20:54.7  | A7    | 3      |
| 7. (30.) | Shaun Gallagher      | Clive Jenkins       | Citroën C2 S1600     | 4:49:23.3 | 26:39.9  | A6    | 2      |
| 8. (32.) | Vilius Rožukas       | Audrius Šošas       | Suzuki Swift S1600   | 4:55:58.3 | 33:14.9  | A6    | 1      |

1. ↑  Litera M przy oznaczeniu grupy do której należy samochód oznacza, iż tylko ci kierowcy zdobywali punkty dla swoich zespołów liczonych w klasyfikacji producentów na koniec sezonu.
2. 1 2 3  Wszyscy zawodnicy startujący w samochodach Ford Focus RS WRC 06 otrzymali decyzją stewardów 5 minut kary – powodem były niezgodności regulaminowe w tylnych oknach samochodów..
3. ↑  Zawodnicy korzystali z systemu SupeRally.

## Nie ukończyli
- Luis Perez Companc – wycofał się przed startem;
- Juan Pablo Raies – wycofał się przed startem;
- Guy Wilks – dachował (OS3);
- Martin Prokop – awaria (OS5);
- Mads Østberg – wycofał się po pierwszym etapie (OS7/8);
- Toni Gardemeister – wykluczony;
- Michał Kościuszko – wypadł z trasy (OS9);
- Chris Atkinson – wypadł z trasy (OS10);

## Zwycięzcy odcinków specjalnych
| Etap                | Odcinek | G. rozp. | Nazwa               | Długość  | Zwycięzca   | Czas    | Pr. śr.     | Lider rajdu |
| ------------------- | ------- | -------- | ------------------- | -------- | ----------- | ------- | ----------- | ----------- |
| 1 (29 mar - 30 mar) | OS1     | 17:35    | SSS Estadio Algarve | 2,20 km  | M. Grönholm | 2:05.8  | 62,96 km/h  | M. Grönholm |
| 1 (29 mar - 30 mar) | OS2     | 10:27    | Tavira 1            | 19,92 km | M. Hirvonen | 14:07.5 | 84,62 km/h  | M. Grönholm |
| 1 (29 mar - 30 mar) | OS3     | 11:27    | Serra de Tavira 1   | 24,37 km | M. Grönholm | 16:30.1 | 88,61 km/h  | M. Grönholm |
| 1 (29 mar - 30 mar) | OS4     | 12:15    | S. Bras de Alportel | 16,70 km | S. Loeb     | 11:24.3 | 87,86 km/h  | M. Grönholm |
| 1 (29 mar - 30 mar) | OS5     | 14:44    | Tavira 2            | 19,92 km | M. Grönholm | 13:52.3 | 86,16 km/h  | M. Grönholm |
| 1 (29 mar - 30 mar) | OS6     | 15:44    | Serra de Tavira 2   | 24,37 km | S. Loeb     | 16:10.2 | 90,43 km/h  | M. Grönholm |
| 1 (29 mar - 30 mar) | OS7     | 16:32    | S. Bras de Alportel | 16,70 km | S. Loeb     | 11:10.6 | 89,65 km/h  | S. Loeb     |
| 2 (31 mar)          | OS8     | 09:48    | Silves / Ourique 1  | 30,69 km | S. Loeb     | 21:36.5 | 85,22 km/h  | S. Loeb     |
| 2 (31 mar)          | OS9     | 10:37    | Ourique 1           | 24,87 km | S. Loeb     | 14:59.9 | 99,49 km/h  | S. Loeb     |
| 2 (31 mar)          | OS10    | 11:32    | Almodovar 1         | 20,88 km | S. Loeb     | 11:40.5 | 107,31 km/h | S. Loeb     |
| 2 (31 mar)          | OS11    | 14:50    | Silves / Ourique 2  | 30,69 km | S. Loeb     | 20:16.0 | 90,86 km/h  | S. Loeb     |
| 2 (31 mar)          | OS12    | 15:39    | Ourique 2           | 24,87 km | S. Loeb     | 14:35.0 | 102,32 km/h | S. Loeb     |
| 2 (31 mar)          | OS13    | 16:34    | Almodovar 2         | 20,88 km | S. Loeb     | 11:38.6 | 107,6 km/h  | S. Loeb     |
| 3 (1 kwi)           | OS14    | 08:07    | Loule / Almodovar 1 | 17,60 km | M. Hirvonen | 11:18.0 | 93,45 km/h  | S. Loeb     |
| 3 (1 kwi)           | OS15    | 08:39    | Loule 1             | 22,70 km | S. Loeb     | 14:09.3 | 96,22 km/h  | S. Loeb     |
| 3 (1 kwi)           | OS16    | 11:42    | Loule / Almodovar 2 | 17,60 km | M. Grönholm | 11:11.1 | 94,41 km/h  | S. Loeb     |
| 3 (1 kwi)           | OS17    | 12:14    | Loule 2             | 22,70 km | M. Grönholm | 14:02.0 | 97,05 km/h  | S. Loeb     |
| 3 (1 kwi)           | OS18    | 14:00    | Estadio Algarve 2   | 2,20 km  | S. Loeb     | 2:06.8  | 62,46 km/h  | S. Loeb     |

## Klasyfikacja po 5 rundach
Tabele przedstawiają tylko pięć pierwszych miejsc.

### Kierowcy
| Lp. | Kierowca        | Pkt |
| --- | --------------- | --- |
| 1   | Sébastien Loeb  | 38  |
| 2   | Marcus Grönholm | 37  |
| 3   | Mikko Hirvonen  | 30  |
| 4   | Daniel Sordo    | 19  |
| 5   | Petter Solberg  | 16  |

### Producenci
| Lp. | Producent                  | Pkt |
| --- | -------------------------- | --- |
| 1   | BP Ford World Rally Team   | 67  |
| 2   | Citroën Total WRT          | 59  |
| 3   | Subaru World Rally Team    | 27  |
| 4   | Stobart VK Ford Rally Team | 21  |
| 5   | OMV Kronos Citroën WRT     | 21  |